# Cham Qoroq
Cham Qoroq (persiska: چم قرق, چم فرق) är en ort i Iran.   Den ligger i provinsen Lorestan, i den västra delen av landet, 400 km sydväst om huvudstaden Teheran. Cham Qoroq ligger 1 146 meter över havet och antalet invånare är 396.
Terrängen runt Cham Qoroq är varierad.Runt Cham Qoroq är det ganska tätbefolkat, med 72 invånare per kvadratkilometer. Närmaste större samhälle är Khorramābād, 9,5 km nordost om Cham Qoroq. Omgivningarna runt Cham Qoroq är i huvudsak ett öppet busklandskap.